# نكد مريري
النكد المريري أو الريخردية المريرية واسمه العلمي (باللاتينية: Reichardia picroides) نوع نباتي ينتمي إلى جنس النكد من الفصيلة النجمية. سمي كذلك بسبب شبهه بأنواع جنس المرير.

## الموئل والانتشار
موطنه بلاد الشام ومصر والمغرب العربي وقبرص وتركيا وحوض البحر الأبيض المتوسط.

## مرادفات للاسم العلمي
- (باللاتينية: Scorzonera picroides L.)
- (باللاتينية: Picridium maritimum Rchb. f., nom. illeg.)
- (باللاتينية: Picridium picroides (L.) H. Karst.)
- (باللاتينية: Picridium vulgare Desf., nom. illeg.)
- (باللاتينية: Reichardia integrifolia Moench, nom. illeg.)
- (باللاتينية: [Hypochaeris hirta Ucria [non Gaertn. 1791)
- (باللاتينية: Picridium crassifolium Willk.)
- (باللاتينية: Picridium prenanthoides B. D. Jacks.)